# Pidonia albomaculata
Pidonia albomaculata là một loài bọ cánh cứng trong họ Cerambycidae.